# Paria (rivista)
Paria è una rivista underground svizzera dedicata alla controcultura e alla controinformazione, pubblicata negli anni 1969-1975.  
Sottotitolo della rivista: Psichedelic review- Spermatozoo della eiaculazione underground

## Storia
Paria venne distribuita in modo capillare in Svizzera, Italia, USA, nel circuito Re Nudo e Stampa Alternativa. Importanti collaboratori della rivista furono: Hermaus,  Franco Beltrametti, Gianni Milano, Giorgio Mariani, Allen Ginsberg, con i loro testi e poesie  Mizio Turchet con i fumetti e tutti i freak out del Ticino, Zurigo (Hotcha), Friborgo (Revoltè). In quegli anni numerose furono le riviste underground che sorsero da diversificate realtà , ma molte di queste diedero alla luce solo alcuni numeri, poco rappresentativi e con stile grafico e layout diversificati, a differenza di Paria, che mostrava una certa uniformità in quanto tutti i numeri furono curati dallo stesso fondatore Antonio Rodriguez (1948-2011). Questa rivista  fu  tra i pochi fogli underground non politicizzati  di quegli anni, che ebbe un'ampia diffusione, abbracciando un  periodo di pubblicazione di 6 anni, in totale infatti furono pubblicati 19 numeri.
Pablo Echaurren l'ha definita in un suo libro  "una rivista attraversata da vibrazioni provenienti dall'America e dall'India. Ogni numero è un'esplosione d'illustrazioni a colori con testi scritti a mano in un intarsio di disegni allucinati e simbolismi psichedelici, invocazioni di 'Hare Krishna', appelli per la liberalizzazione della cannabis, macrobiotica, fantasticherie on the road e nostalgie pellerossa. Matteo Guarnaccia parla di Paria in un'intervista come una rivista dai cromatismi iridescenti.